# شاپرک شجری‌زاده
شاپرک شجری‌زاده، (۱۳۵۴ -) با نام اصلی فاطمه شجری‌زاده  فعال حقوق زنان  و یکی از دختران خیابان انقلاب است که اعتراض او به قانون حجاب اجباری در ایران واکنش‌های گسترده‌ای در داخل و خارج از کشور داشت.
شاپرک شجری زاده، خانه‌دار و ساکن تهران بود و هم‌اکنون همراه پسر و همسرش در تورنتو کانادا زندگی می‌کند.

## اعتراضبه حجاب اجباری
شاپرک شجری‌زاده در اردیبهشت ماه ۱۳۹۶ همراه با جنبش چهارشنبه‌های سفید به زنان معترض به حجاب اجباری پیوست. او جزو اولین زنانی بود که بعد از ویدا موحد آشکارا از جنبش دختران خیابان انقلاب حمایت کرد. بسیاری از رسانه‌های بین‌المللی و همچنین فارسی‌زبان مصاحبه و تصاویر او را منتشر کردند. بعد از شناسایی و تهدید در فضای مجازی به دفتر نسرین ستوده مراجعه کرد و از وی خواست وکالت او را «در صورت بازداشت بر عهده بگیرد». او چهارشنبه ۲ اسفند ماه ۱۳۹۶ در حال اعتراض به حجاب اجباری در محله قیطریه تهران بازداشت شد و به گفتهٔ وکیلش در بازداشتگاه وزرا مورد ضرب‌وشتم قرار گرفت.
به گفتهٔ این وکیل، شجری‌زاده در بازداشت به دلیل عدم دسترسی به وکیل، شرایط بد نگهداری در انفرادی و عدم دسترسی به کتاب از روز جمعه چهار اسفند اقدام به اعتصاب غذای تر نمود. وی پس از یک هفته بازداشت در نهم اسفند با قرار وثیقه ۱۰۰ میلیون تومانی آزاد شد و برای بار دوم در تاریخ ۲۶ اسفند بعد از مراجعه به ساختمان وزرای تهران همراه با شوهرش بازداشت شد و به گفته خود در طول بازجویی مورد آزار و شکنجه روحی قرار گرفت.
شاپرک شجری‌زاده اوایل اردیبهشت ۱۳۹۷ برای سومین بار همراه با فرزند ۹ ساله خود در کاشان بازداشت شد. او در اعتراض به بازداشت بدون دلایل موجه و وثیقه تعیین شده از سوی دادگاه دست به اعتصاب غذا زد و چندی بعد آزاد شد. خبر محکومیت شجری‌زاده در حالی منتشر شد که دستگاه قضایی ایران نسرین ستوده، وکیل خانم شجری‌زاده، را با شکایت مهدی پیتام بازپرس شعبه سوم دادسرا کاشان بازداشت کرده بود.درنهایت دادگاه برای او حکم ۲ سال زندان تعزیری و ۱۸ سال زندان تعلیقی صادر کرد.

## خروج از ایران
شاپرک شجری‌زاده پس از آزادی به قید وثیقه، همراه با پسرش از ایران خارج شد و در تیر ۱۳۹۷ در پیامی ویدیویی اعلام کرد که ایران را ترک کرده است.
در آذر ۱۳۹۷ حضور و سخنرانی شاپرک شجری‌زاده در یک نشست خبری «که نهادی در کانادا به‌نام اتحاد علیه ایران هسته‌ای در پارلمان کانادا برای ترغیب دولت کانادا به تحریم ۱۹ نفر از ناقضان حقوق بشر در دستگاه حکومتی ایران برگزار کرده بود» بار دیگر در شبکه‌های اجتماعی و فضای مجازی مطرح شد و موجی از محکومیت، ناسزا و ابراز تاسف از یک سو و حمایت و تحسین از سوی دیگر در فضای مجازی به راه افتاد.
او در سال ۲۰۱۸ در فهرست صد زن سرویس جهانی بی‌بی‌سی قرار گرفت.